# EuroChem
EuroChem Group AG er en schweizisk multinational producent af kunstgødning. Deres kunstgødning er primært baseret på kvælstof, fosfat og potaske. I 2015 flyttede de hovedkvarteret fra Rusland til Zug i Schweiz.
EuroChem Group har produktion, logistik og distribution i Rusland, Belgien, Litauen, Brasilien, Kina, Kasakhstan, Estland, Tyskland og USA.